# Звёздный путь: Короткие путешествия
«Звёздный путь: Короткие путешествия» (англ. Star Trek: Short Treks) - веб-сериал потокового сервиса CBS All Access, созданный Алексом Куртцманом и Брайаном Фуллером. Спин-офф сериала Звёздный путь: Дискавери.

## Эпизоды
| Сезон | Сезон | Эпизоды | Период показа   | Период показа |
| Сезон | Сезон | Всего   | Премьера сезона | Финал сезона  |
| ----- | ----- | ------- | --------------- | ------------- |
|       | 1     | 4       | 4 октября 2018  | 3 января 2019 |
|       | 2     | 6       | 5 октября 2019  | 9 января 2020 |

### Сезон 1 (2018-19)
| № общий | № в сезоне | Название                                  | Режиссёр           | Автор сценария                                              | Дата премьеры  |
| --- | ---------- | ----------------------------------------- | ------------------ | ----------------------------------------------------------- | -------------- |
| 1 | 1          | «Беглянка» «Runaway»                      | Майя Врвило        | Люмет Дженни и Алекс Куртцман                               | 4 октября 2018 |
| Сильвия Тилли спорит с матерью о своём решении вступить в командную программу. Затем она обнаруживает, что на борт корабля проникла молодая инопланетянка с планеты Ксахея, способная к мимикрии. Девушку зовут Ме Хани Ика Хали Ка По. Она убежала после смерти родителей и брата. В конце концов, Тилли убеждает По вернуться домой, попутно узнав, что По — будущая королева Ксахеи. В свою очередь, По убеждает Тилли, что она поступила правильно, встав на путь командира. |            |                                           |                    |                                                             |                |
| 2 | 2          | «Калипсо» «Calypso»                       | Олатунде Осунсанми | Сюжет: Шон Кохрэн и Майкл Шейбон Телесценарий: Майкл Шейбон | 11 ноября 2018 |
| В XXXIII веке, человек по имени Крафт дрейфует в спасательной капсуле. Его подбирает «Дискавери», брошенный экипажем тысячелетие назад. Компьютер корабля самостоятельно обрёл самосознание и взял себе имя Зора. Зора не может сдвинуться с места, так как всё ещё следует последнему приказу экипажа. Зора поначалу удерживает Крафта на борту, так как ей ужасно одиноко. Они смотрят старые фильмы и общаются. Зора начинает влюбляться в Крафта, однако он всё ещё скучает по жене и сыну. Она ремонтирует последний оставшийся на борту челнок и отпускает его домой. |            |                                           |                    |                                                             |                |
| 3 | 3          | «Самая яркая звезда» «The Brightest Star» | Дуглас Арниокоски  | Бо ён Ким и Эрика Липпольдт                                 | 6 декабря 2018 |
| Эпизод повествует о том, как Сару попал в Звёздный флот. Его народ — келпиане — является примитивной расой на планете Каминар, живущей собирая водоросли и периодически принося себя в жертву хищной космической расе под названием ба'ул. В отличие от соплеменников, Сару не может смириться с ролью пищи и желает узнать как можно больше о мире. Он подбирает устройство ба'ул и собирает из него межзвёздный коммуникатор. Сигнал принимает пролетающий мимо «Шэньчжоу». Сару тайно обменивается сообщениями с неизвестным лицом на корабле. В конце концов, он договаривается о встрече и прощается с сестрой. Прилетает челнок, из которого выходит капитан Джорджиу. Она объясняет, что Звёздный флот сделал огромное исключение, позволив ей прилететь на примитивную планету ради него. Однако если он улетит с ней, то, скорее всего, больше никогда не увидит своих родных. Сару решает улететь с ней. |            |                                           |                    |                                                             |                |
| 4 | 4          | «Мастер побега» «The Escape Artist»       | Рэйн Уилсон        | Майкл МакМэхан                                              | 3 января 2019  |
| Гарри Мадд попадает в плен к теллариту, который желает сдать его Звёздному флоту за награду. Плюс, у него также есть на Мадда зуб, однако Мадд является известным мастером побега. Он пытается всячески заговорить теллариту зубы, вспоминая как так же сам пытался уговорить других тюремщиков. В конце концов, телларит телепортируется с ним на борт корабля Федерации, однако узнаёт, что его пленник — один из многих андроидов-копий настоящего Мадда. Затем показан сам Мадд, создающий андроидов и продающий их охотникам за наградой. |            |                                           |                    |                                                             |                |

### Сезон 2 (2019-20)
| № общий | № в сезоне | Название                                                        | Режиссёр            | Автор сценария                               | Дата премьеры   |
| --- | ---------- | --------------------------------------------------------------- | ------------------- | -------------------------------------------- | --------------- |
| 5 | 1          | «Вопросы и ответы» «Q&A»                                        | Марк Пеллингтон     | Майкл Шейбон                                 | 5 октября 2019  |
| 6 | 2          | «Проблема с Эдвардом» «The Trouble with Edward»                 | Дэниэл Грэй Лонгино | Грэхэм Вагнер                                | 10 октября 2019 |
| На корабле Звёздного флота «Кабот» научный сотрудник Эдвард Ларкин пытается решить проблему нехватки продовольствия на одной из планет добавляя человеческие гены к ДНК трибблов. В результате эксперимента получается вид, который размножается с экспоненциальной скоростью, что приводит к катастрофическим последствиям.                                           |            |                                                                 |                     |                                              |                 |
| 7 | 3          | «Не спрашивай» «Ask Not»                                        | Сандзи Сенака       | Калинда Васкез                               | 14 ноября 2019  |
| Во время нападения на Звёздную базу 28 кадету Тире Сидху поручают надзор над арестованным мятежником. Им оказывается капитан «Энтерпрайза» Кристофер Пайк, который пытается убедить Тиру освободить его. |            |                                                                 |                     |                                              |                 |
| 8 | 4          | «Ефрем и Дот» «Ephraim and Dot»                                 | Майкл Джаккино      | Крис Сильвестри и Энтони Маранвилль          | 12 декабря 2019 |
| 9 | 5          | «Девушка, которая создала звезды» «The Girl Who Made the Stars» | Олатунде Осунсанми  | Брэндон Шульц                                | 12 декабря 2019 |
| Юная Майкл Бёрнем просит отца включить ночник, так как боится темноты. Отец рассказывает ей сказку об африканской девочке, чьё племя боялось темноты из-за хищного Ночного Зверя. Но девочка бросает вызов ночи и обнаруживает инопланетянина, который дарит ей источник света. Девочка использует его для создания звёзд и в конце сказки вырастает королевой воинов. |            |                                                                 |                     |                                              |                 |
| 10 | 6          | «Дети Марса» «Children of Mars»                                 | Марк Пеллингтон     | Кирстен Бейер, Дженни Люмет и Алекс Куртцман | 9 января 2020   |